# (17091) Senthalir
(17091) Senthalir (1999 JM21) – planetoida z pasa głównego asteroid okrążająca Słońce w ciągu 4,64 lat w średniej odległości 2,78 j.a. Odkryta 10 maja 1999 roku.